# Tălpășești, Gorj
Tălpășești este un sat în comuna Bălești din județul Gorj, Oltenia, România.

## Biserica de zid din Tălpășești, județul Gorj, galerie de imagini

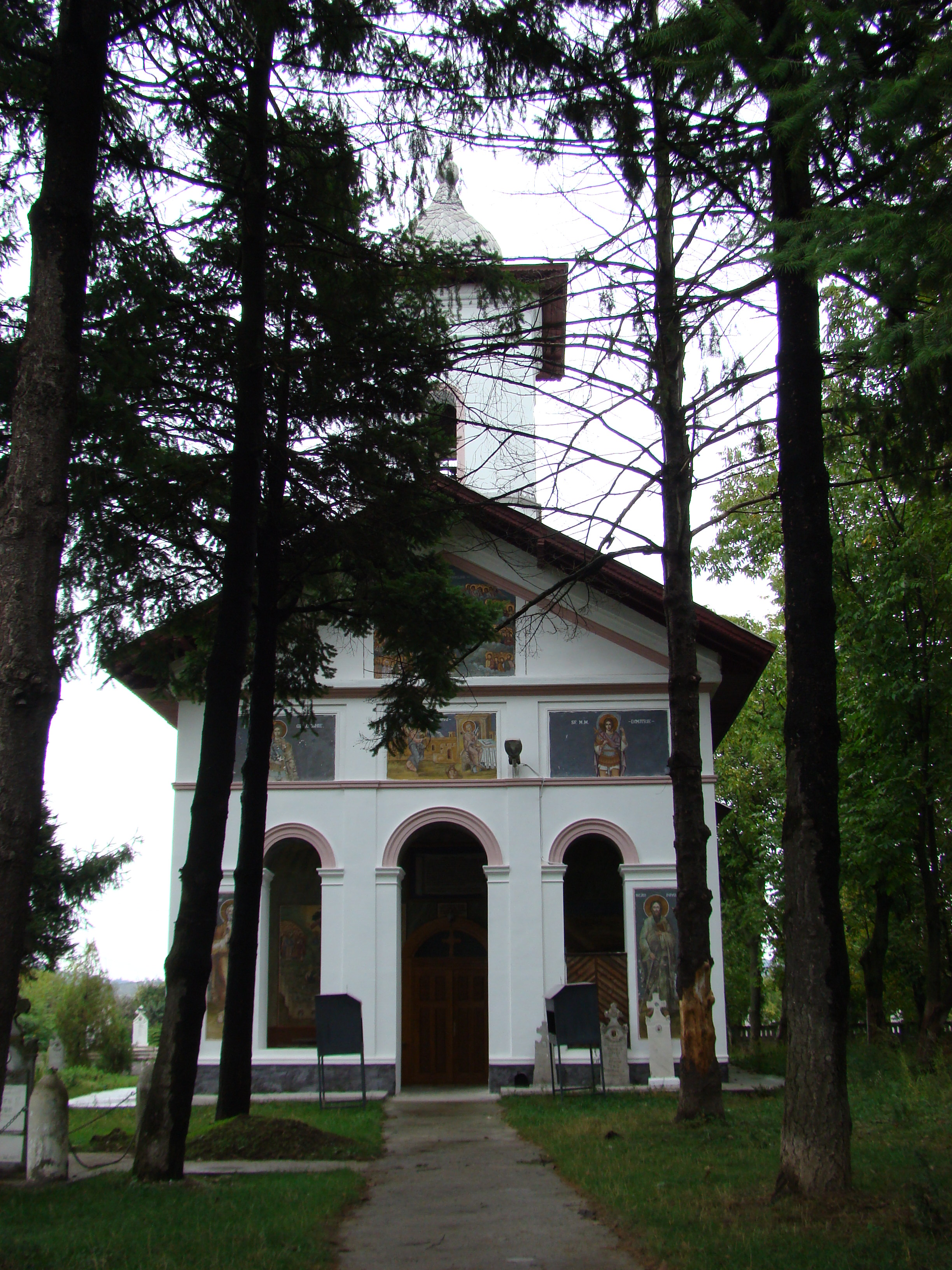
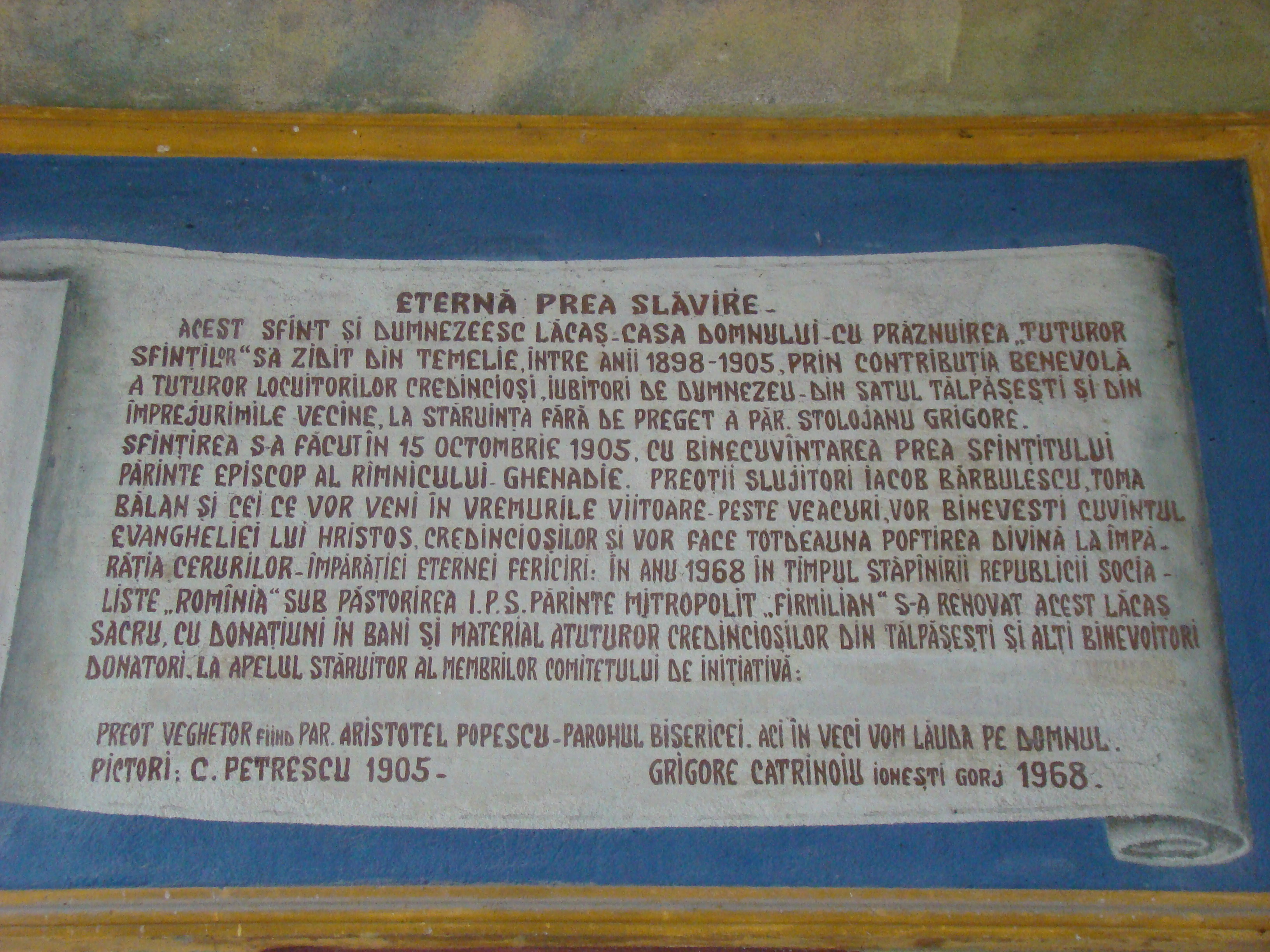
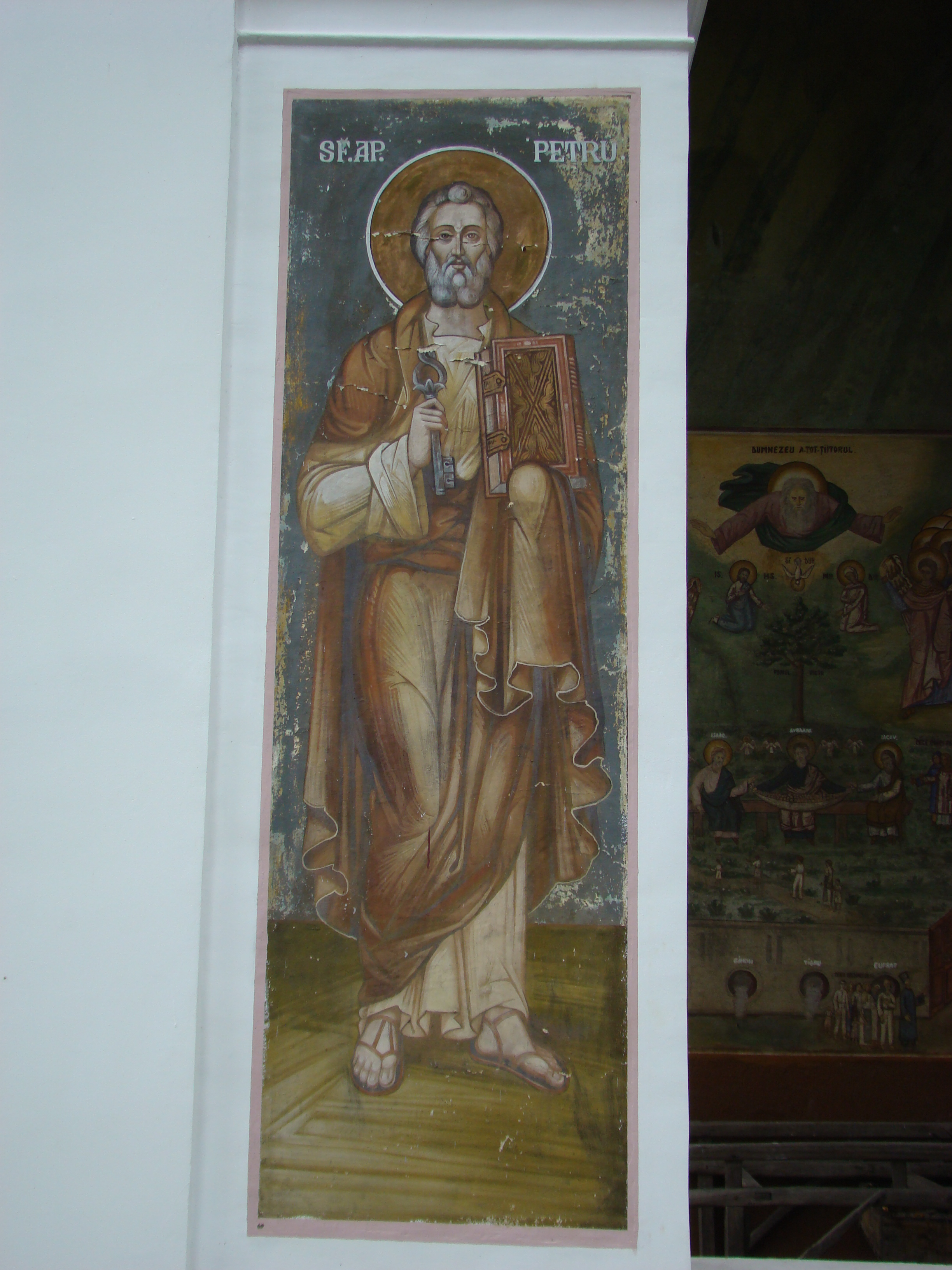
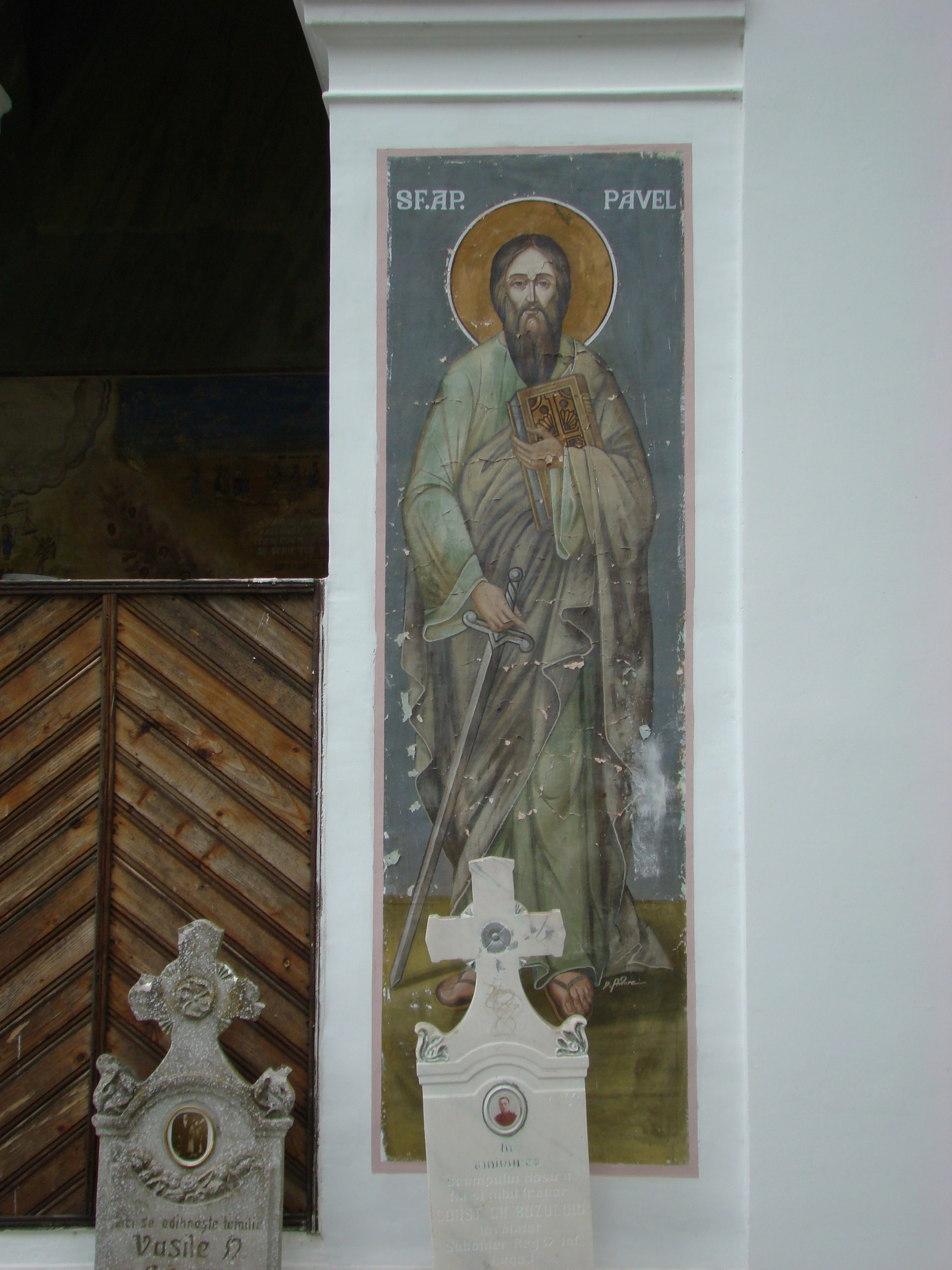
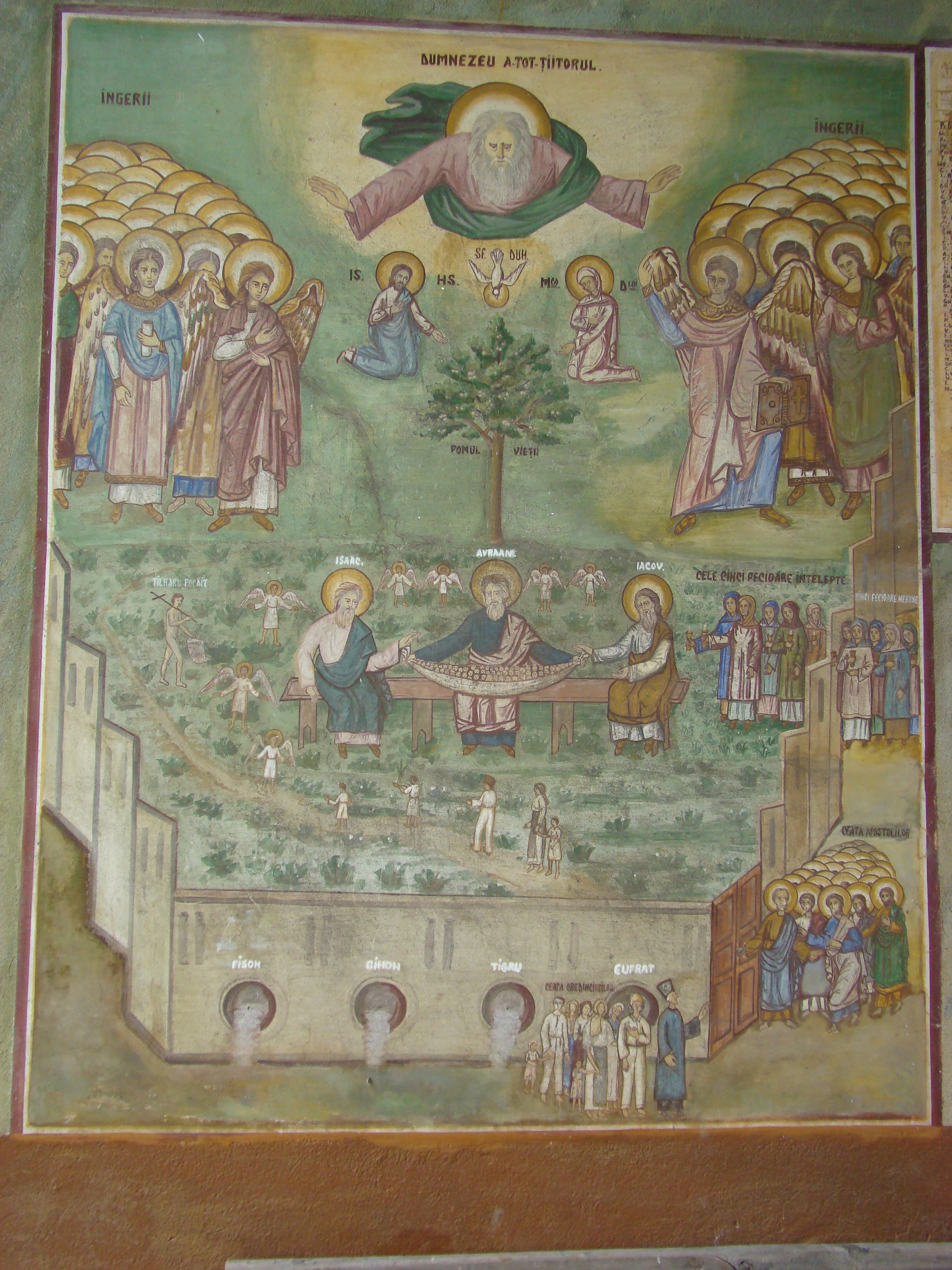
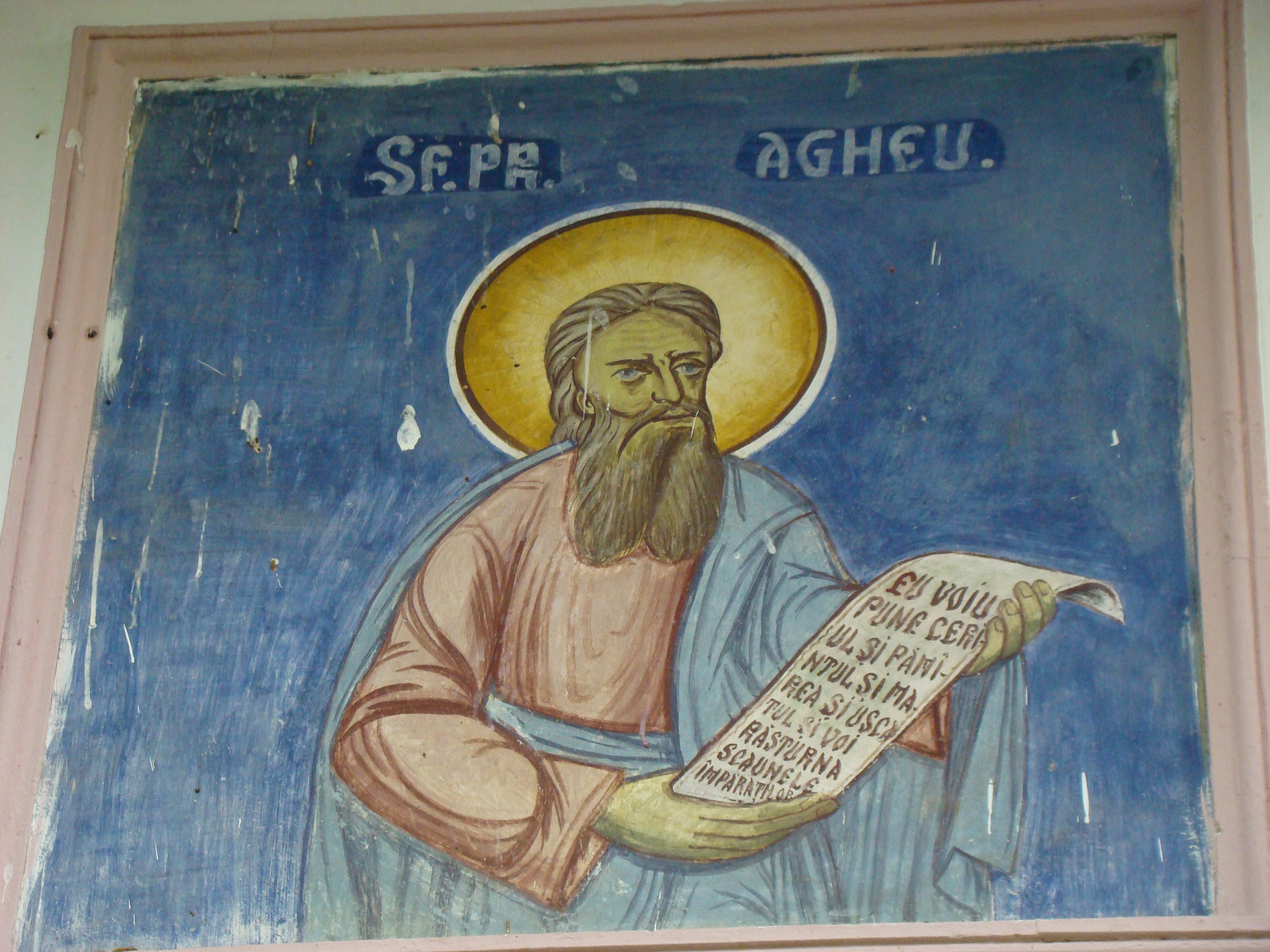
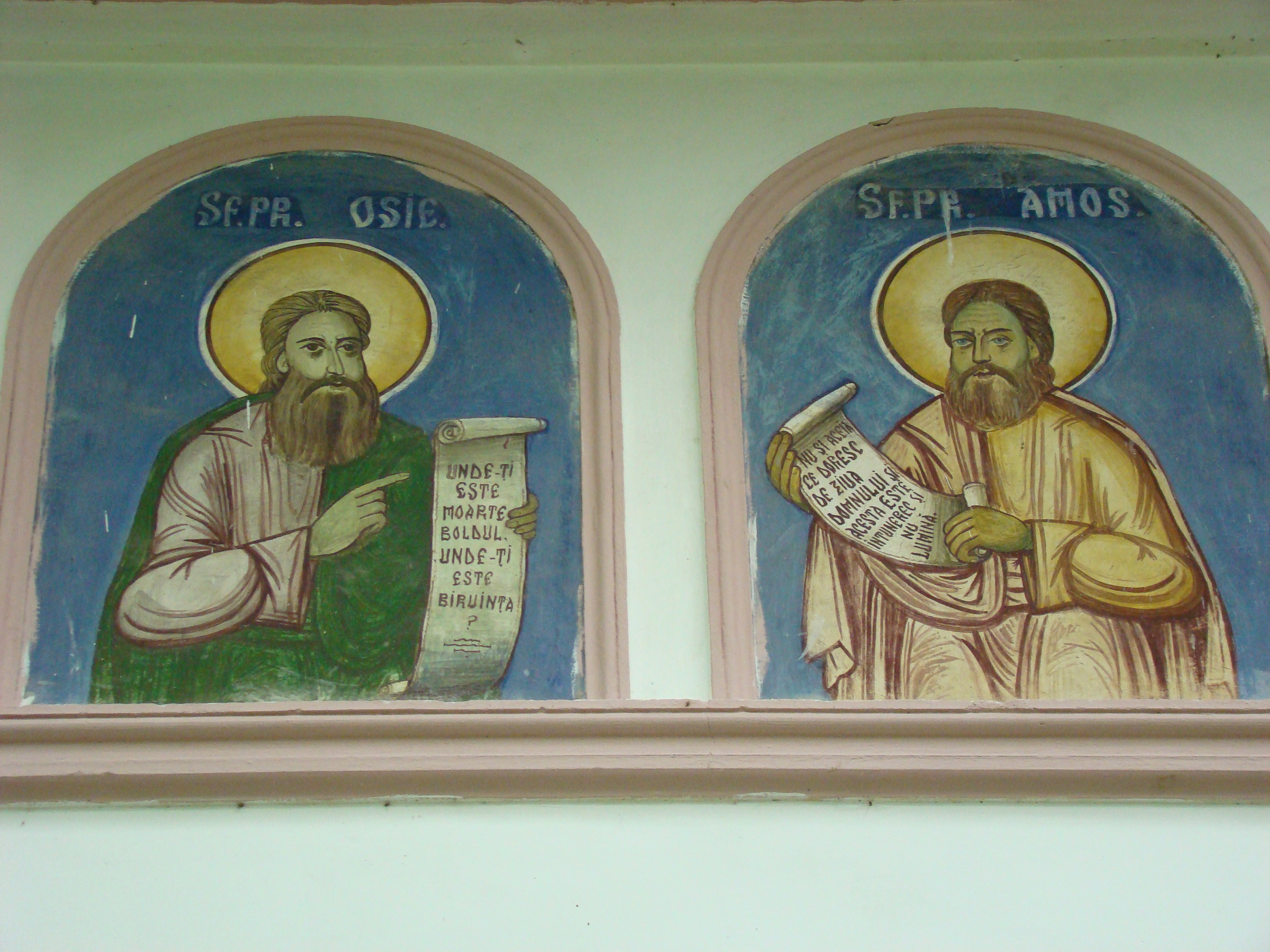
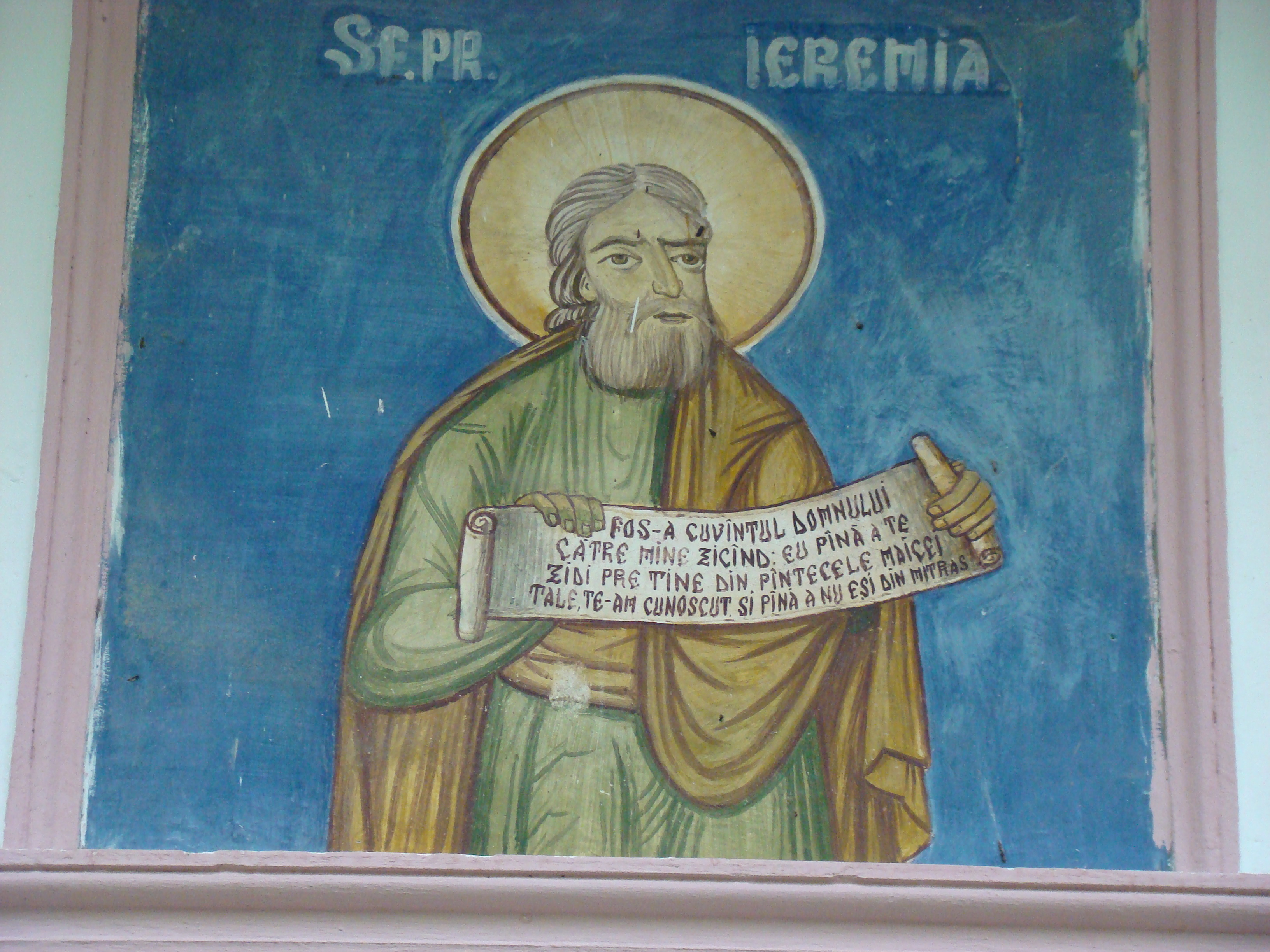
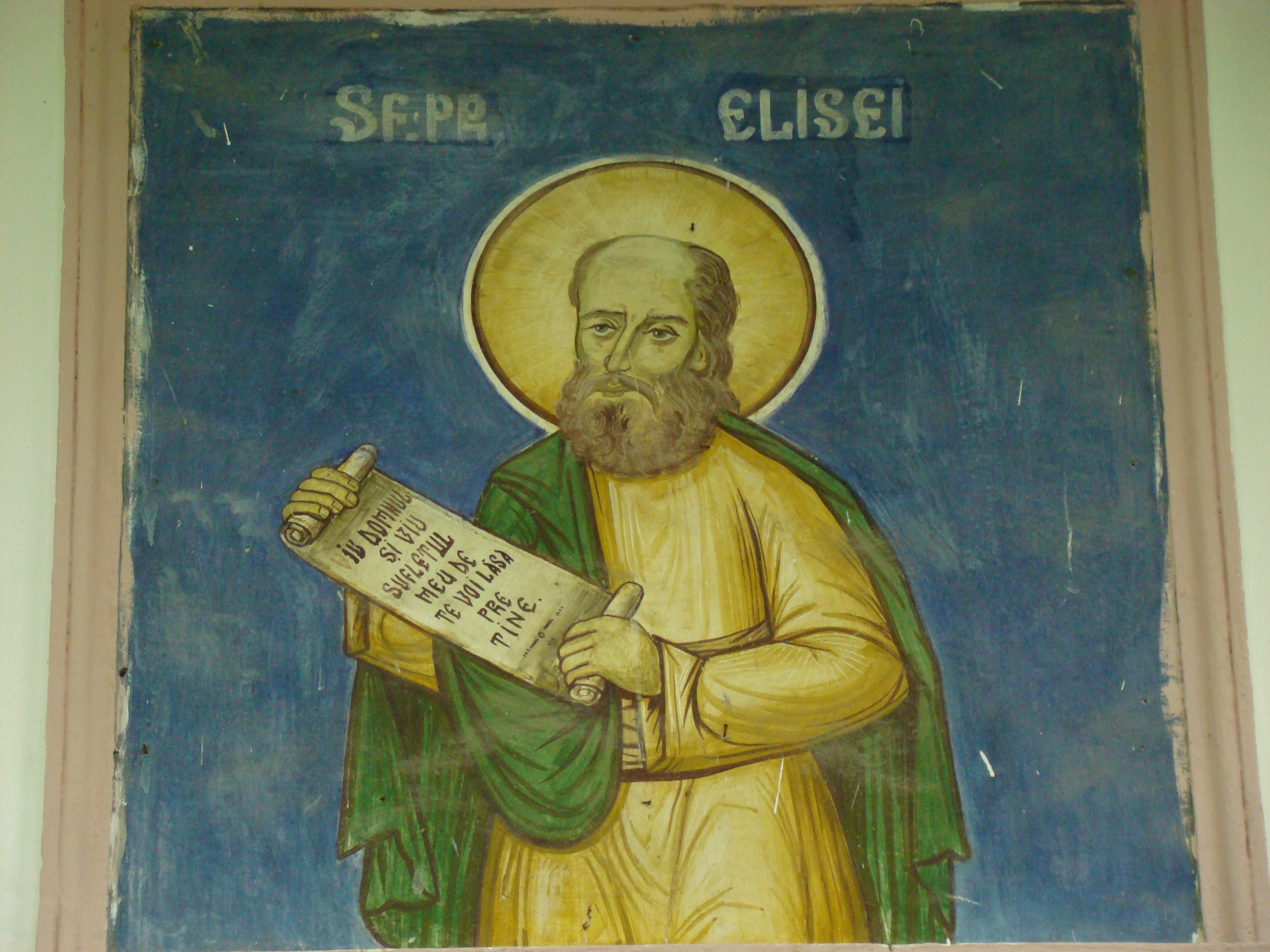
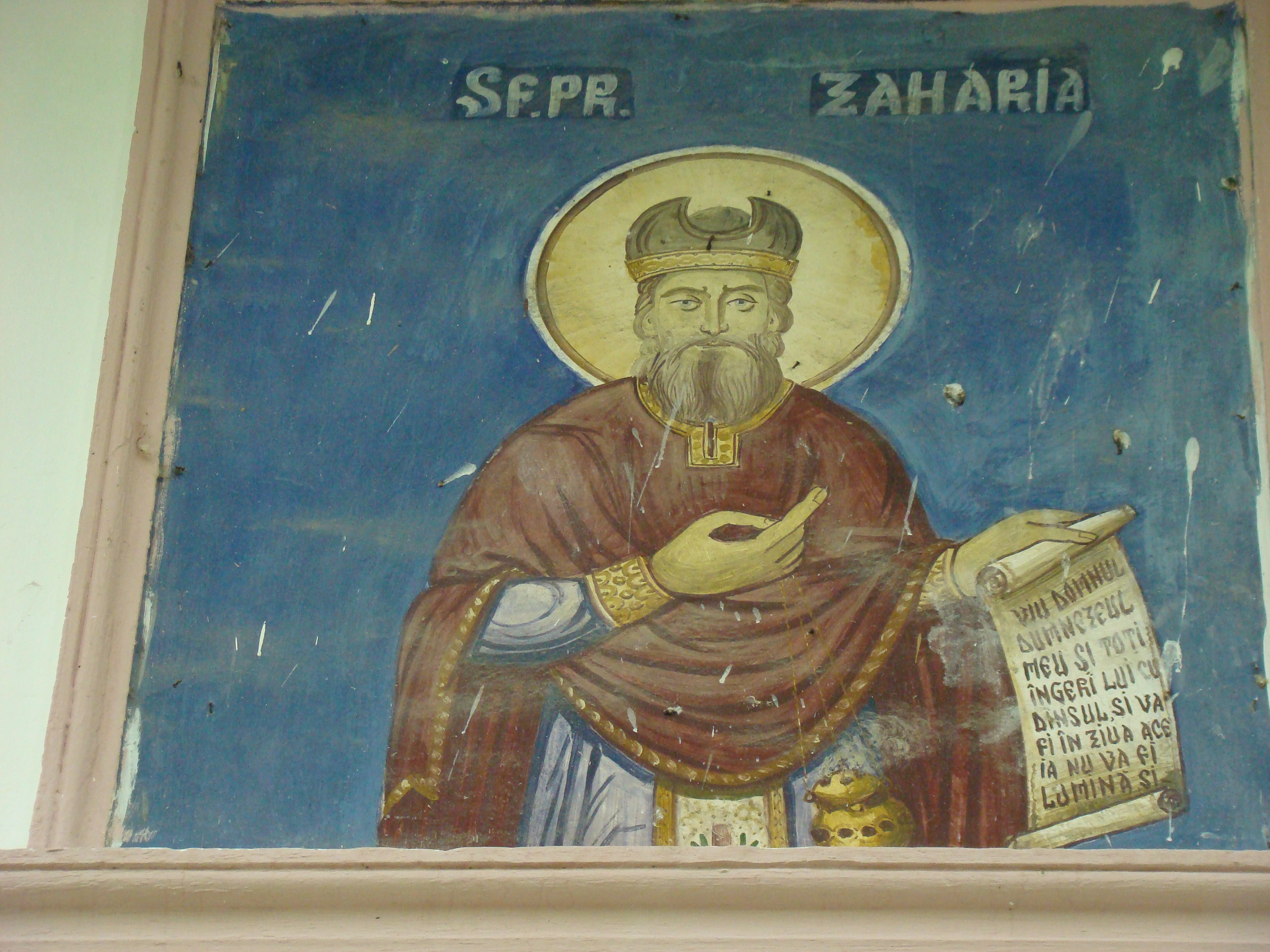
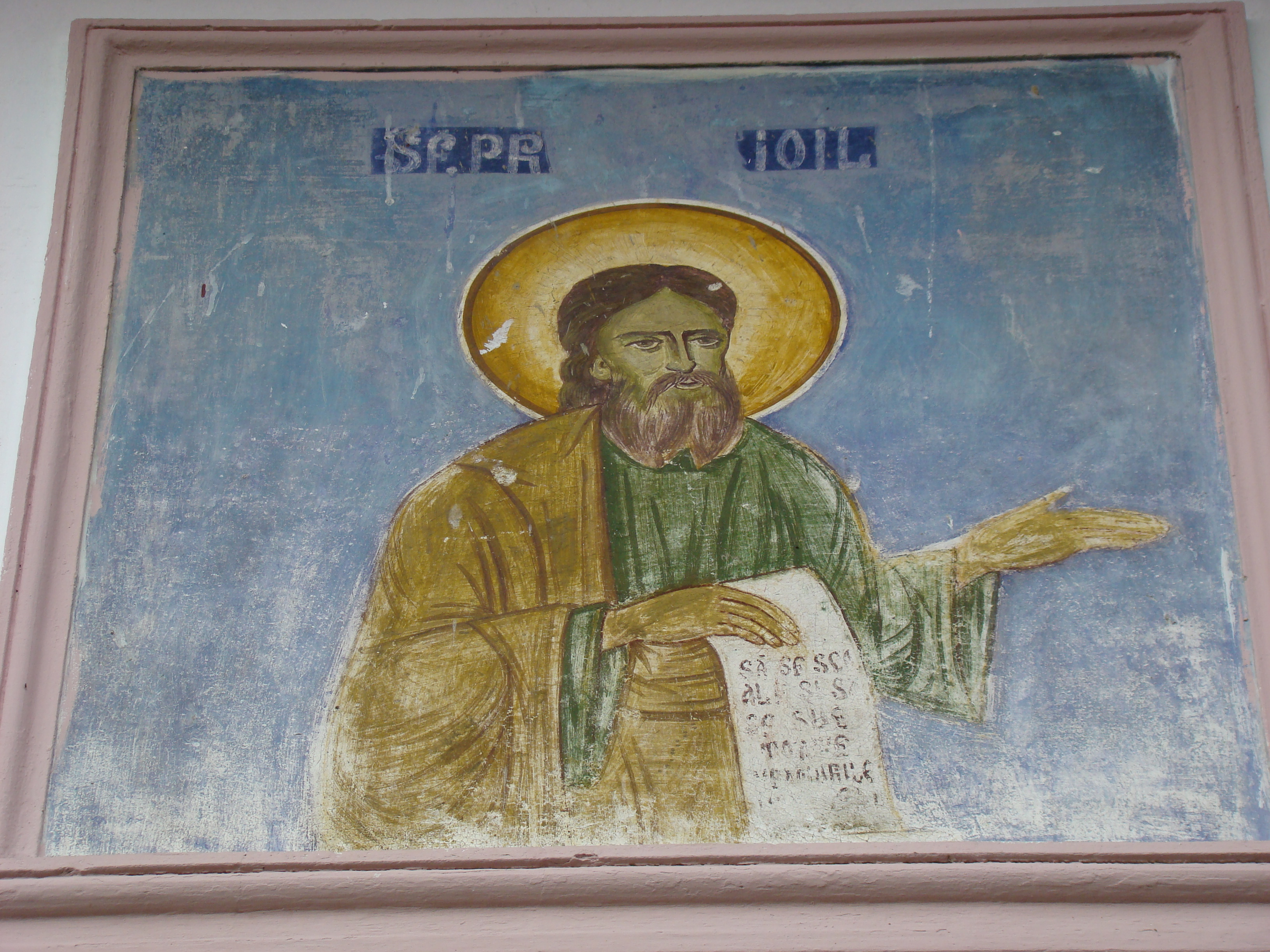
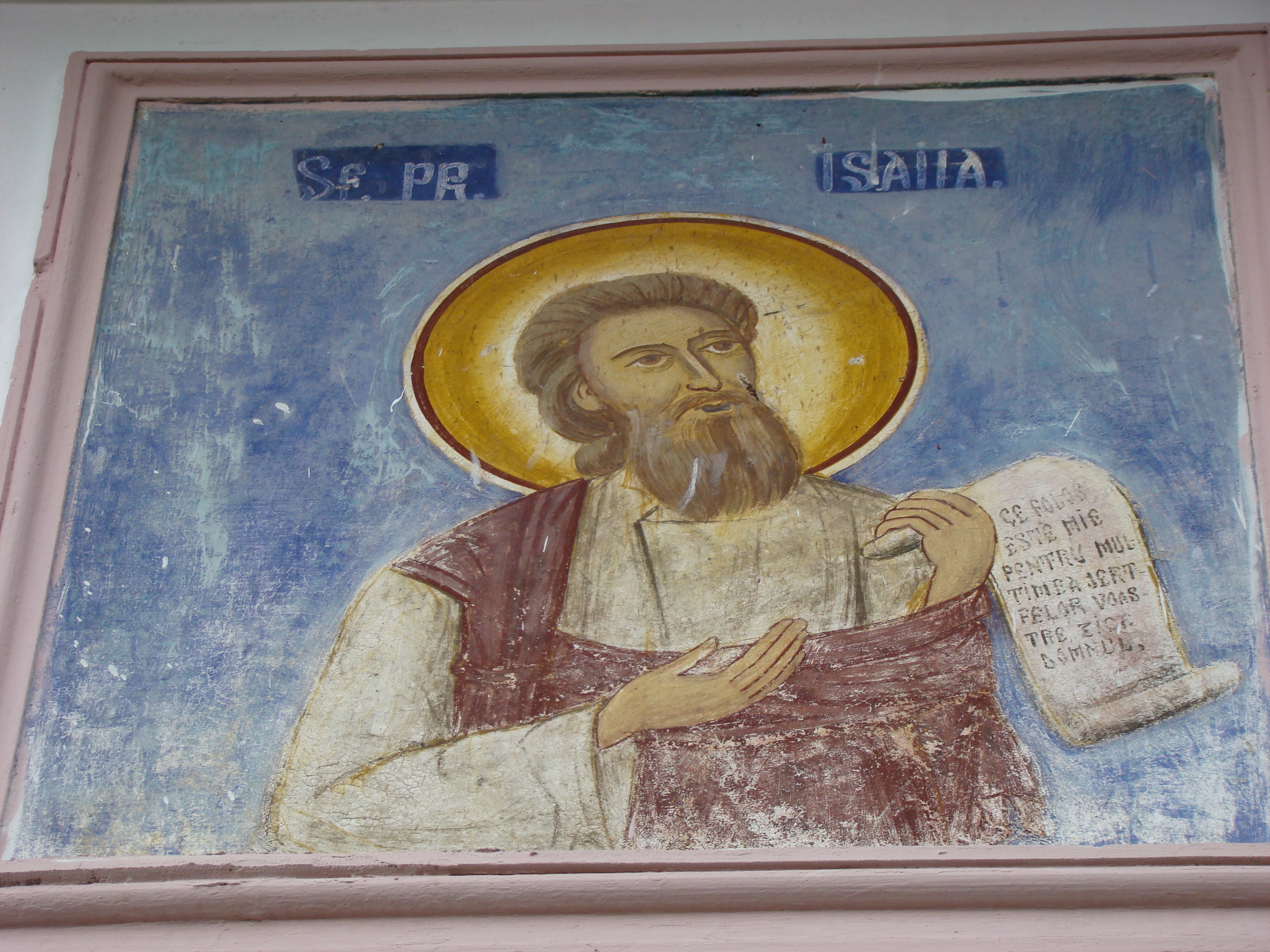